# Pelikaanbrug
De Pelikaanbrug in Amsterdam-Centrum deelt haar brugnummer 277 met een eerdere brug genaamd Havenmeestersbrug, die op een geheel andere plaats lag.

## Pelikaanbrug

### Ligging
De Pelikaanbrug uit 1984 is een moderne ophaalbrug. Ze is gelegen over de Nieuwevaart. Ze vormt daarbij uitsluitend voor voetgangers en fietsers de verbinding tussen de Hoogte Kadijk (in het zuiden) en de Oostelijke Eilanden (in het noorden). Opvallend daarbij is dat er aan beide zijden eigenlijk geen sprake is van een doorgaande route. In het zuiden moeten de voetgangers en fietsers zich een weg banen tussen nieuwbouw; in het noorden strandt de voorbijganger op een voet- en fietspad langs de Wittenburgergracht (de naam van de kade van de Nieuwevaart hier). Aan de noordkant van de brug staat een flink aantal gemeentelijke en rijksmonumenten, waarvan de Oosterkerk de bekendste is.

### Geschiedenis
Alhoewel zij in de binnenstad ligt is de brug in 2017 slechts dertig jaar oud. Voor 1987 heeft hier nooit een brug gelegen. Wel voer er een  veer genaamd Overhaalsgang heen en weer. De gemeente Amsterdam wilde hier wel al jaren een brug, omdat de twee andere bruggen over de Nieuwevaart hier nogal ver uit elkaar liggen, de Kattenburgerbrug in het westen en de Dageraadsbrug in het oosten. In 1984 kwam het er uiteindelijk van. Dirk Sterenberg mocht een ophaalbrug ontwerpen voor deze plek. De brug werd mede verlangd doordat door de aanleg een doorlopend fietspad ontstond in de wijk. Alle bruggen dragen daarbij namen van dieren; een medewerkster van het "Overlegorgaan van de Oostelijk Eilanden" kwam met de naam Pelikaanbrug. De brug is vernoemd naar de vogel, maar ook naar het nabijgelegen voormalige pakhuis d’Peliekaan aan de Hoogte Kadijk 51-53; een schepping van architect Jan van Looy uit 1902, een monumentaal pand, maar omdat het in 1989 omgebouwd is tot appartementencomplex geen monument.

### Uiterlijk
De brug heeft opvallende kenmerken: 
- de doorvaart en val liggen niet in het midden van de vaart; ze liggen nabij de noordkade van de vaart; vanuit het zuiden moet men eerst over een tweetal aanbruggen vanuit het noorden over een; deze (niet symmetrische) plaatsing was noodzakelijk omdat op nog geen 25 meter ten westen van de brug al sinds 1907 de Nieuwevaartsluis ligt, die haar deuren ook aan de noordzijde heeft,
- de hamei heeft geen poortconstructie; ze bestaat alleen uit stijlen, waarop de balanspriemen zijn geplaatst; dit werd wel gedaan om geen maximale hoogte aan de bruggebruikers (denk aan vrachtauto's) te hoeven stellen, maar dat is hier niet van toepassing,
- de contragewichten hangen in felle kleuren aan de balans en doen enigszins denken aan de Wasknijperbrug van Sterenbergs ex-collega Dick Slebos,
- de brug is wit, stijlen en balanspriemen zijn wit; de contragewichten zijn geel; de balustrades zijn uitgevoerd en rood, wit, blauw en geel; de kleuren van De Stijl, Sterenberg paste ze ook toe in brug 970 in Amsterdam-Noord,
- het brugwachtershuisje maakt onderdeel uit van het ontwerp en is uitgevoerd in rood, wit en blauw,
- op de brug staan sierlijke lantaarns, uitgevoerd in rood en geel met bolvormige lampen,
- het lettertype waarmee Pelikaanbrug is aangegeven is ontworpen door Piet Schreuders in samenwerking met de Afdeling waterbouw, onderafdeling beheer en onderhoud,
- op een van de balusters staat een pelikaan van later datum; ze komt niet op de bestektekening voor.

## Havenmeestersbrug
De Havenmeestersbrug werd in 1872 geplaatst; het was toen een draaibrug, die kon worden geplaatst omdat de Oranjesluizen de taak voor waterpeilhandhaving van de Oosterdokssluizen hadden overgenomen. Ze lag tussen de Oosterdokskade en de Piet Heinkade. Jacob Olie wist de oude draaibrug nog vast te leggen. Al in 1907 was de brug aan vervanging toe. Nabij de brug stond het woonhuis van de havenmeester. In verband met de algemene herinrichting van verkeersstromen voor de bouw van de IJtunnel werd de brug in wezen overbodig gemaakt door de moderne basculebrug brug 485, alleen de draaischijf is nog te zien. Het brugnummer werd in 1971 ingetrokken en dus dertien jaar later herbruikt voor de Pelikaanbrug.

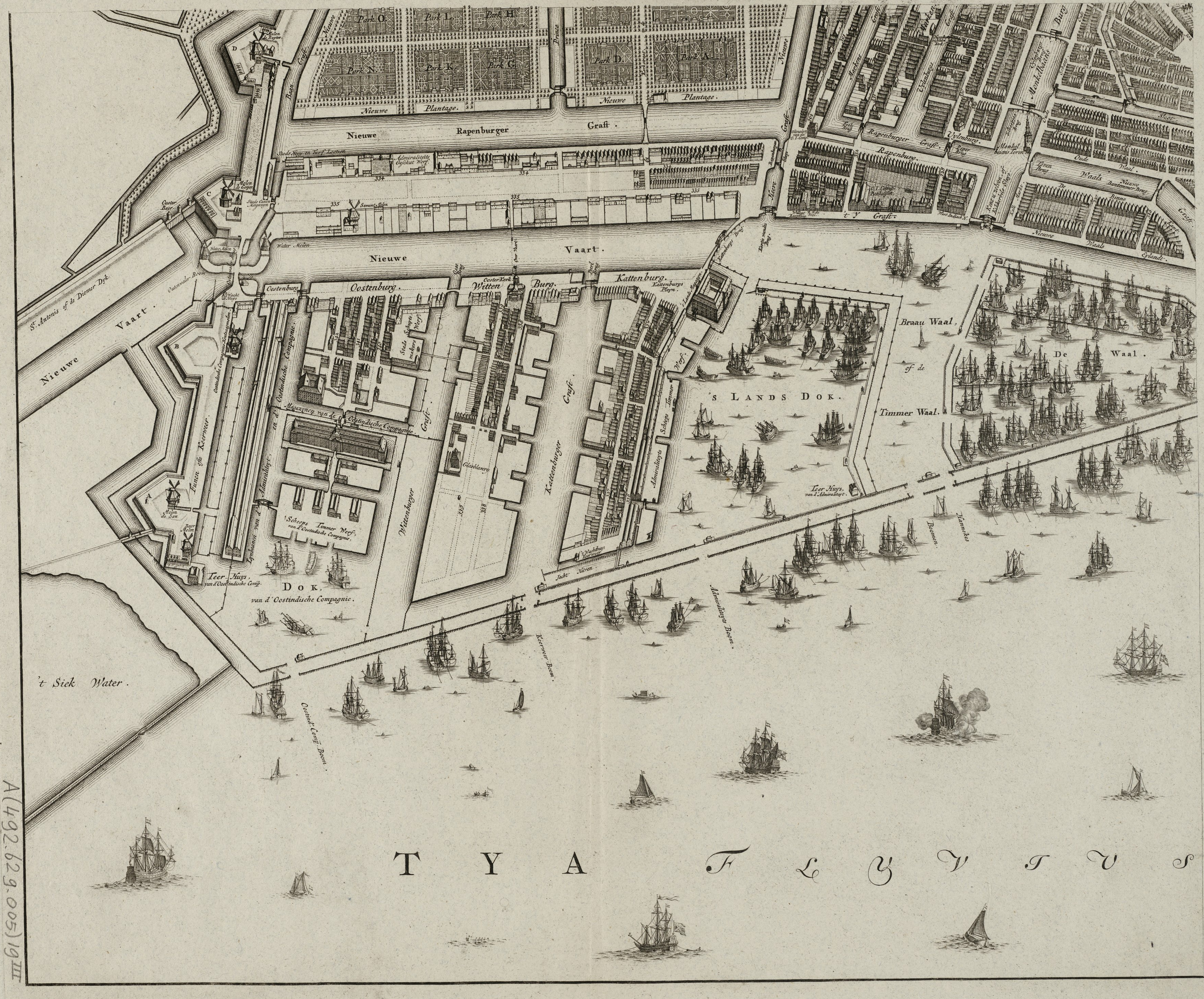
De kaart van Gerrit de Broen met veer midden in de Nieuwe Vaart, net boven de Oosterkerk
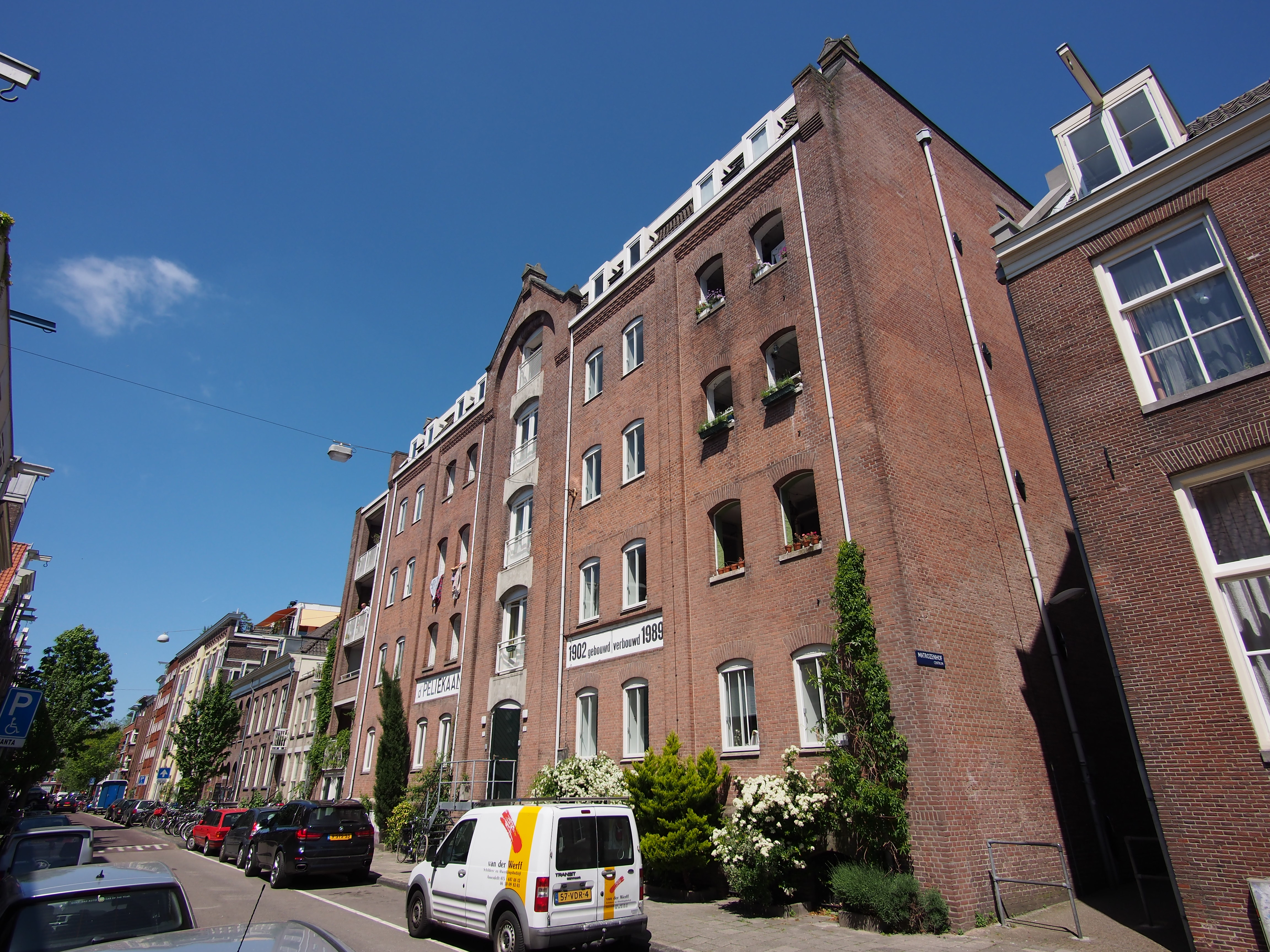
Voormalig pakhuis d’Peliekaan (2017)
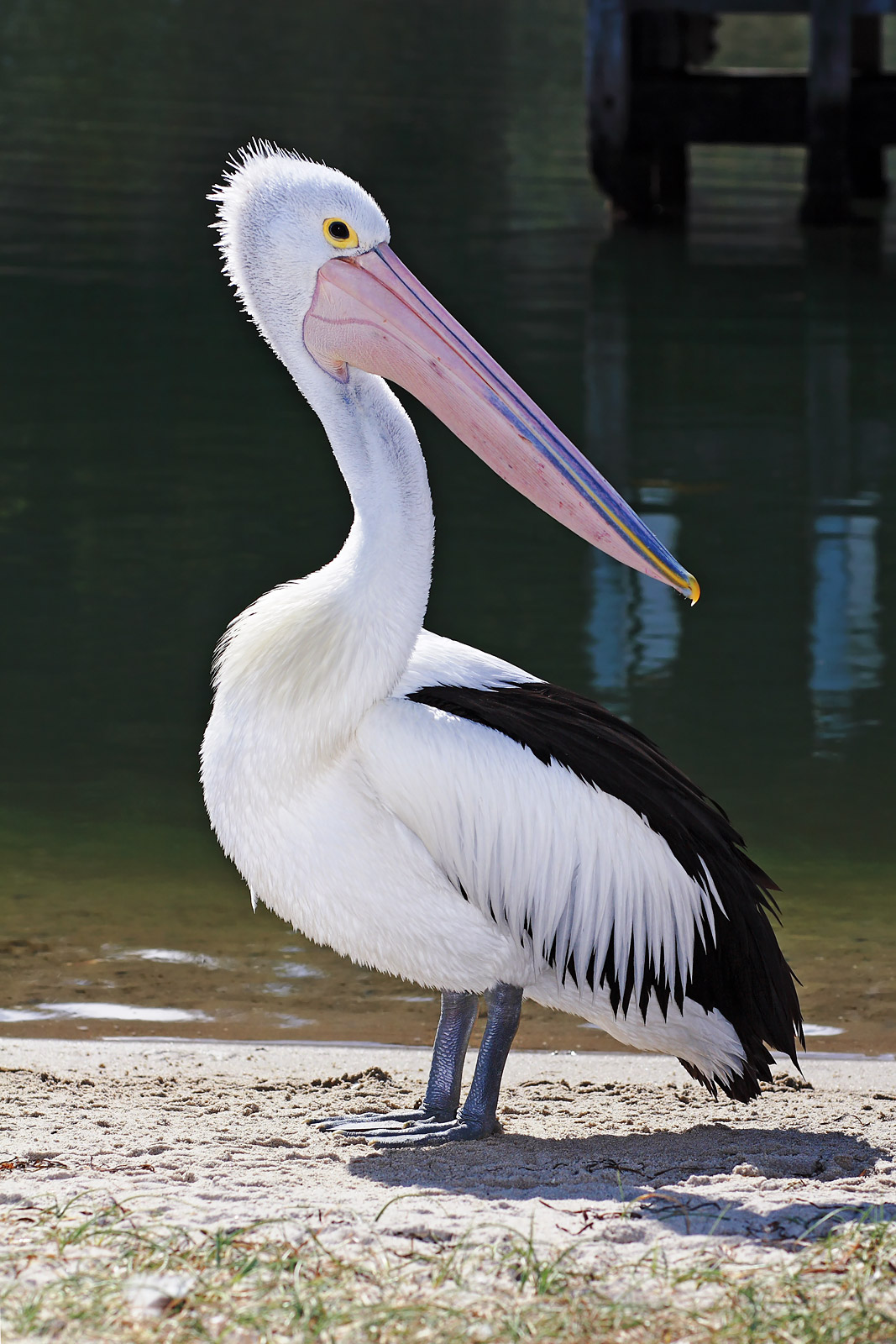
Een pelikaan
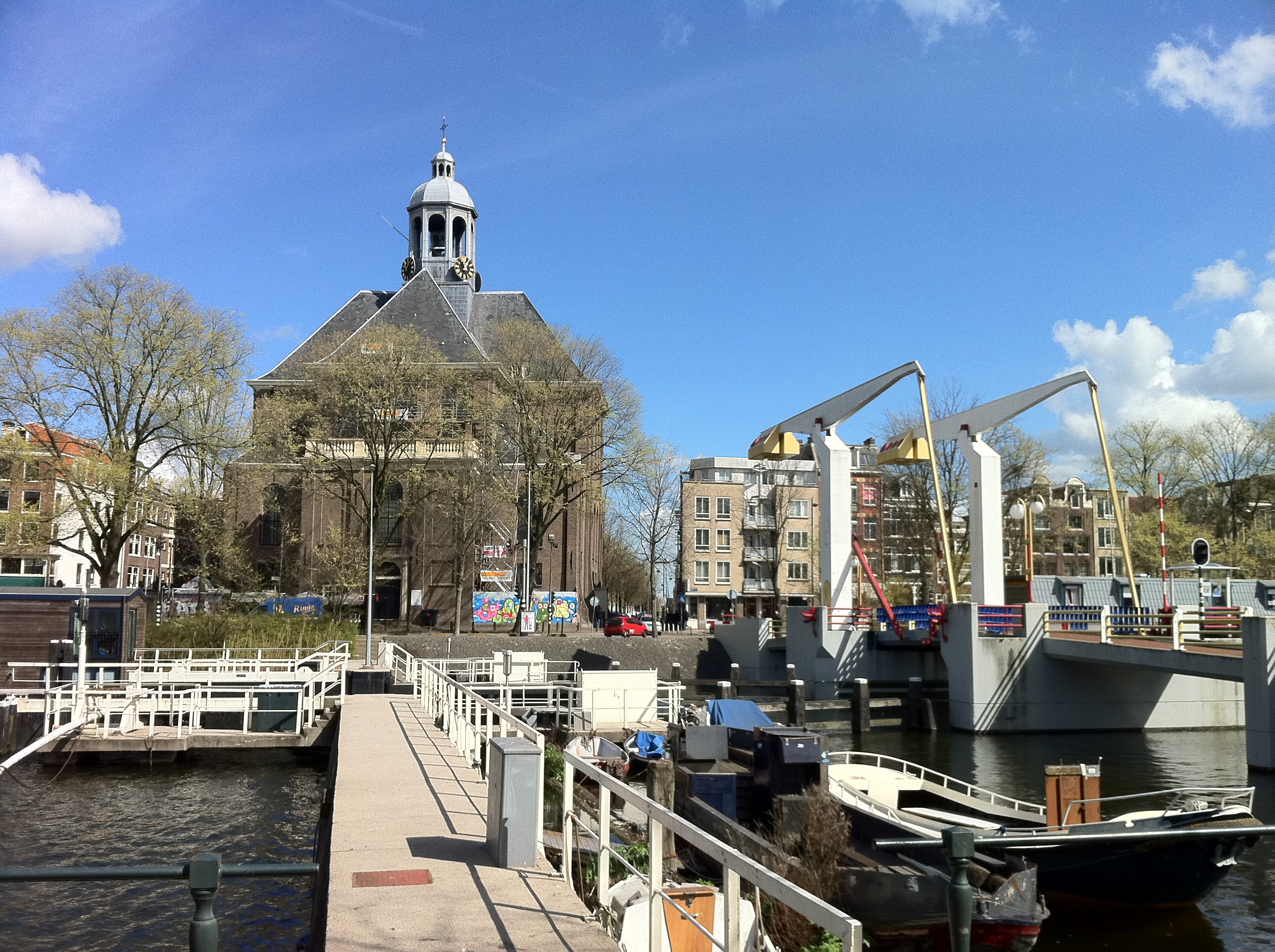
Pelikaanbrug met Nieuwevaartsluis en Oosterkerk
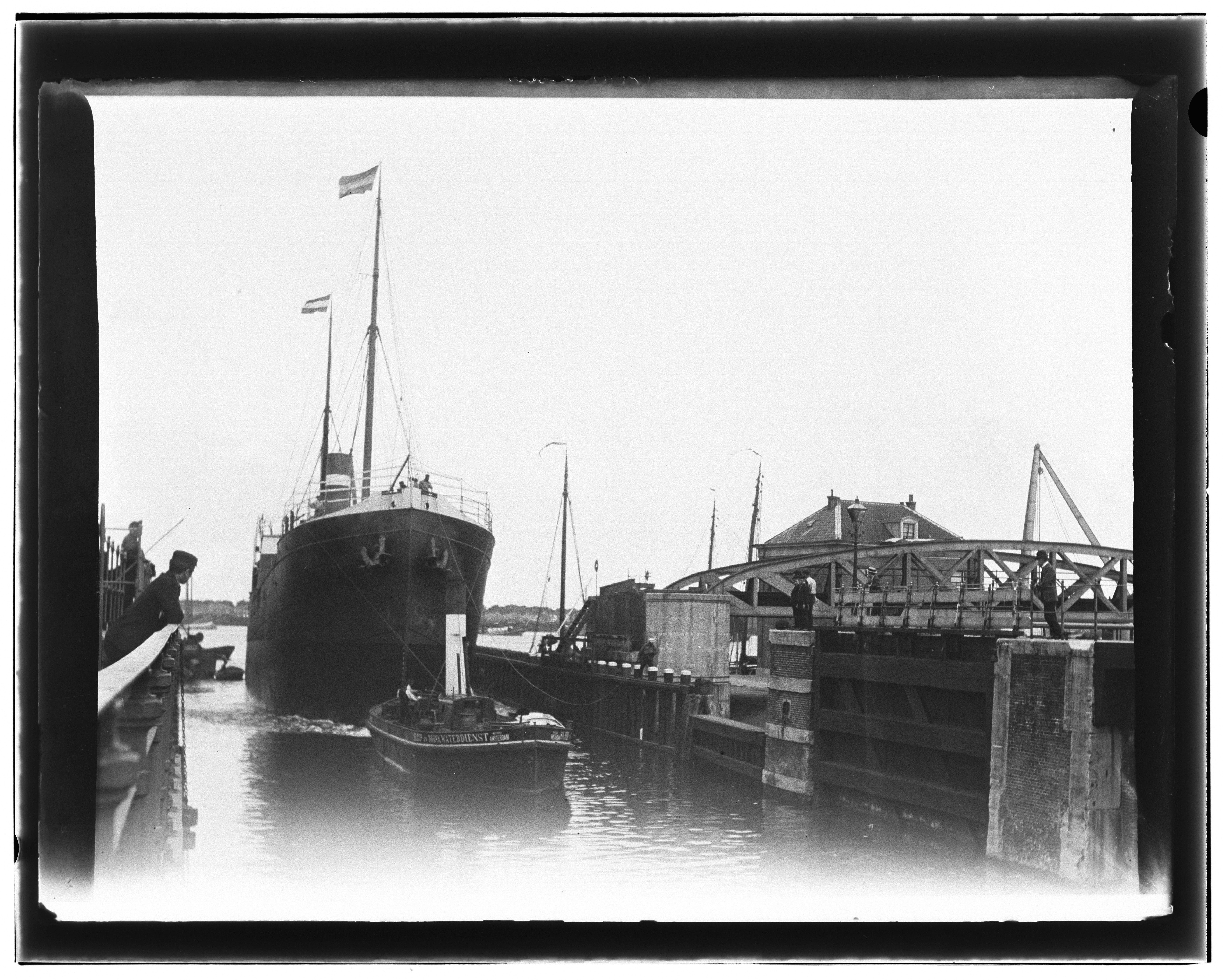
De Havenmeesterbrug in 1902
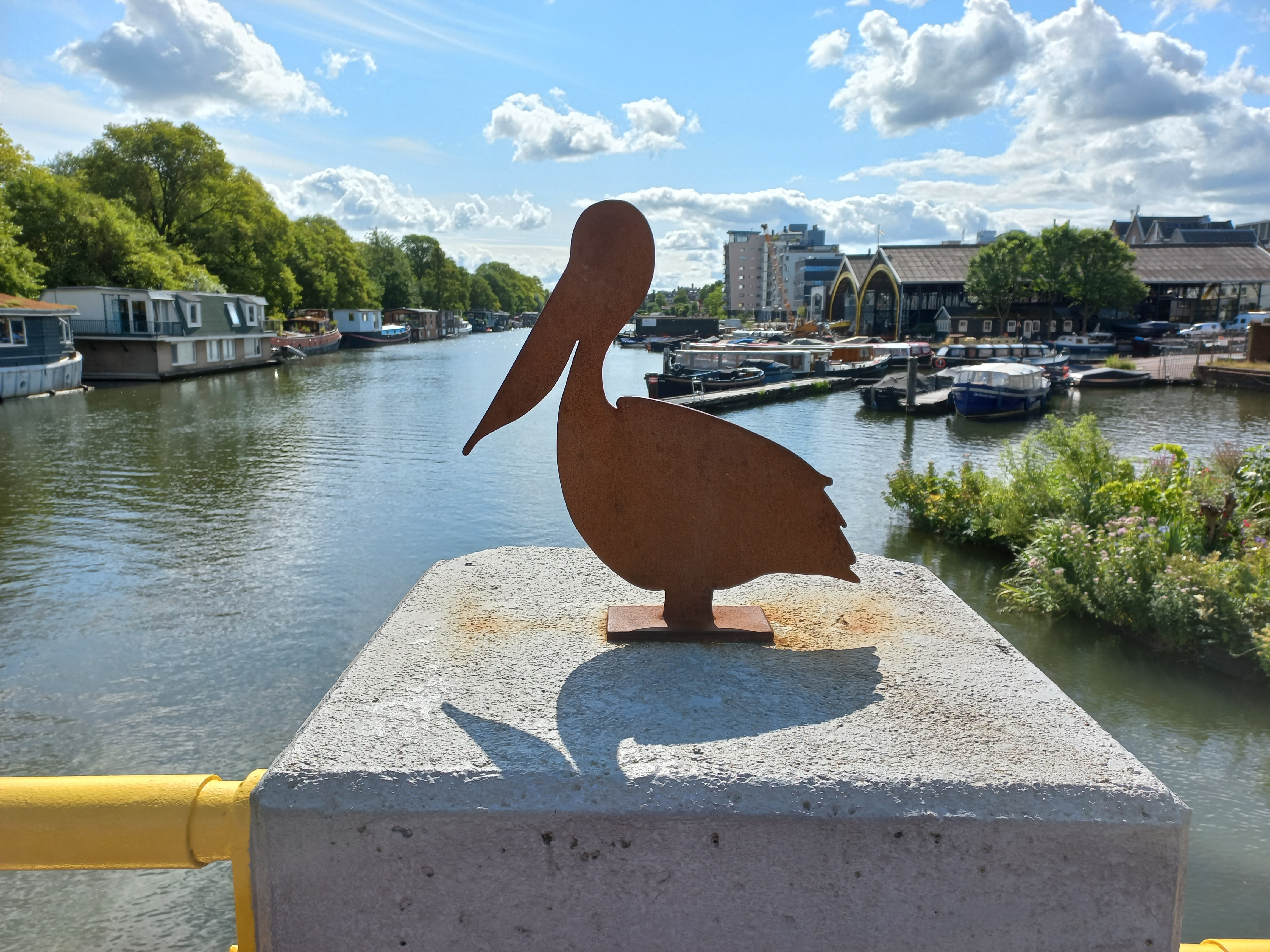
De pelikaan (juli 2023)

<<< · 200 · 201 · 202 · 203 · 204 · 205 · 206 · 207 · 208 · 209 ·  210 · 211 · 212 · 213 · 214 · 215 · 216 · 217 · 218 · 220 · 221 · 222 · 223 · 224 · 225 · 226 · 227 · 228 · 228P · 229 · 230 · 231 · 232 · 233 · 234 · 235 · 236 · 237 · 238 · 239 ·  240 · 241 · 242 · 243 · 244 · 245 · 246 · 247 · 248 · 249 ·  250 · 251 · 252 · 253 · 254 · 255 · 256 · 257 · 258 · 259 · 260 · 261 · 262 · 263 · 264 · 265 · 266 · 267 · 270 · 271 · 272 · 273 · 274 · 275 · 277 · 278 · 279 · 280 · 281 · 283 · 285 · 286 · 287 · 288 · 289 · 290 · 291 · 292 · 293 · 295 · 296 · 297 · 298 · 299 · >>>
Brugnummers 219, 268, 269, 276, 282, 284, 294 zijn niet (meer) in omloop.